# برايان لي (لاعب هوكي الجليد)
برايان لي (بالإنجليزية: Brian Lee)‏ هو لاعب هوكي الجليد أمريكي، ولد في 5 يوليو 1984 في بيرين سبرينغز في الولايات المتحدة.

## وصلات خارجية
- برايان لي (لاعب هوكي الجليد) على موقع دوري الهوكي الوطني (الإنجليزية)
- برايان لي (لاعب هوكي الجليد) على موقع EliteProspects.com (الإنجليزية)
- برايان لي (لاعب هوكي الجليد) على موقع HockeyDB.com (الإنجليزية)